# Kenora
Kenora je město na západě kanadské provincie Ontario u hranic s Manitobou a USA. Nachází se na severním břehu Lesního jezera ve vzdálenosti 200 km východně od Winnipegu. Je sídlem stejnojmenného distriktu.

## Poloha
Město se nachází u jezera Lake of the Woods, 50 km od hranic s Manitobou, a leží na území Odžibvejů.

## Název
Název „Kenora“ vznikl spojením prvních dvou písmen jmen Keewatin, Norman a Rat Portage.

## Dějiny
Na území města žily původní kmeny Odžibvejů. Jedním z prvních Evropanů v této oblasti byl Pierre Gaultier de Varennes et de La Vérendrye, který v roce 1732 postavil pevnost Fort Saint-Charles v severozápadní části jezera Lake of the Woods v dnešní Minnesotě. Současné místo bylo založeno jako Rat Portage podle zákona Manitoby v roce 1882 a znovu podle zákona Ontaria v roce 1892. Od roku 1905 nese název Kenora.
Kolem roku 1836 založila společnost Hudson's Bay Company poblíž Kenory svou obchodní stanici. V 80. a 90. letech 19. století, po vybudování kanadské pacifické železnice, se ve městě začal rozvíjet dřevařský průmysl, parníky, těžba zlata, rybolov, vodní elektrárny a mletí mouky.
Současné město vzniklo sloučením tří měst: Kenora (založeno v roce 1892), Jaffray Melick (založeno v roce 1988) a Keewatin (založeno v roce 1908). V roce 2000 mu byl udělen status města.

## Obyvatelstvo
Při sčítání lidu v roce 2016 zde žilo 15 096 obyvatel. Podle údajů 13 695 z nich jako svůj mateřský jazyk angličtinu, 260 francouzštinu a 715 neoficiální jazyky, z toho 185 jazyky původního obyvatelstva. 85 osob uvedlo jako svůj etnický původ češtinu a 25 slovenštinu.

## Vzdělávání
Ve městě jsou dvě vysoké školy:
- Confederation College: Lake of the Woods Campus
- Seven Generations Education Institute

## Kultura
Ve městě je několik muzeí: Lake of the Woods Railroaders Museum, Lake of the Woods Museum a Douglas Family Art Centre. Ve městě fungují dvě pobočky veřejné knihovny Kenora Public Library. Je   zde také umělecká knihovna v Douglas Family Art Centre. Ve městě se konají powwows.

## Ekonomika
Ekonomika města je založena na zdravotnictví a veřejných službách, cestovním ruchu, stavebnictví, výrobě a dřevařském průmyslu. Město každoročně navštíví 723 000 návštěvníků, kteří ve městě utratí 200 milionů dolarů a dalších 100 milionů dolarů utratí chalupáři.

## Doprava
Středem města prochází trasa 17, trasa 17A město obchází. Letiště Kenora (IATA: YQK, ICAO: CYQK) se nachází několik kilometrů východně od centra města.
Městská hromadná doprava provozuje 3 linky denně kromě nedělí a svátků. Pro osoby se speciálními potřebami je provozována Handi Transit.

## Sport
Bývalý hokejový tým Kenora Thistles je považován za památku na historii města. V roce 1907 vyhráli Stanley Cup, čímž se Kenora stala nejmenším městem v historii, které tuto trofej získalo.

## Galerie
- Radnice
- Týpí z roku 1922
- Hlavní ulice ve městě: Main Street/Highway 17
- Maskot města „Huskie the Muskie“
- Místní rekreační přístav
- Budova letiště
- Tým Kenora Thistles s pohárem Stanley Cup v lednu 1907